# Kodcentrum
Kodcentrum är en svensk ideell förening som utan avgifter introducerar barn och unga mellan 9 och 13 år till programmering.

## Historia
Föreningen grundades 2014 av den sociale entreprenören Johan Wendt, och är en systerförening till Mattecentrum som ger gratis läxhjälp i matte. År 2014 tilldelades Kodcentrum ett anslag från innovationsmyndigheten Vinnova för att utveckla en verksamhet som ger barn och unga verktyg förstå och därmed kunna påverka den digitala utvecklingen.

## Verksamhet
Kodcentrum verkar för att ge alla barn och unga, oavsett faktorer som socioekonomisk bakgrund, etnicitet eller kön, förutsättningar att introduceras till programmering. Deras särskilt prioriterade målgrupper är flickor, barn från socioekonomiskt utsatta områden och barn mellan 10 och 13 år utan förkunskaper i programmering och digitalt skapande.
Kodcentrum står bakom webbsajten Kodboken, en sajt för den som vill komma igång med programmering och digitalt skapande. Sajten innehåller steg-för-steg-uppgifter främst i programmeringsspråket Scratch. De arrangerar även kodaktiviteter online genom livesändningar. Volontärer utför en betydande del av arbetet i föreningen.

## Finansiering
Föreningens sponsras av företag på olika nivåer samt stiftelser och fonder. De får statligt och kommunalt stöd från myndigheter, regioner, kommuner och stadsdelsförvaltningar.